# Skam France
Skam France je francuska tinejdžerska televizijska serija adaptirana prema norveškoj seriji Skam. Prikazivala se od 9. veljače 2018. do 14. srpnja 2023. na kanalu France.tv Slash.
Serija je u Hrvatskoj bila premijerno objavljena 8. siječnja 2021. na RTL-ovoj platformi RTL Play, a od 1. srpnja 2025. na platformi Voyo.

## Premisa
Prvih pet sezona fokusiralo su se na "prvu generaciju" učenika srednje škole Lycée Dorian Parizu. Prva sezona u središte stavlja Emmu Borgés, koja započinje prvi razred srednje škole nakon što je izgubila prijateljice Ingrid i Sarah. U drugoj sezoni fokus je na Emminoj novoj najboljoj prijateljici, Manon Demissy, koja se suočava s problemima u vezi s Charlesom, najpopularnijim dečkom u školi. Treća sezona prati Lucasovu grupu prijatelja, dok se Lucas bori s otkrivanjem svoje seksualnosti pred prijateljima i zaljubljuje u novog učenika Eliotta. Četvrta sezona se usmjerava na Imane Bakhellal, tinejdžerku koja traži vlastitu autonomiju i identitet, dok se bori s očekivanjima svoje obitelji i prijatelja. Peta sezona se fokusira na Arthurovu borbu s gubitkom sluha i njegovim romantičnim odnosima, dok se suočava s predstojećim završetkom srednje škole.